# Deus Ex: Bunt ludzkości
Deus Ex: Bunt ludzkości (ang. Deus Ex: Human Revolution) – trzecia część serii Deus Ex, gra z gatunku FPS z elementami RPG. Zawiera elementy cyberpunku i jest prequelem serii Deus Ex. Jej światowa premiera odbyła się 23 sierpnia 2011 roku, a polska 26 sierpnia 2011 roku. 7 maja 2013 roku ukazała się wersja na platformę Wii U. Gra została wydana przez Square oraz Eidos, czyli producenta gry. Polskim dystrybutorem gry jest Cenega Poland. Trzy dni po premierze światowej gry, w dniu premiery europejskiej, wyszedł do niej pierwszy oficjalny patch.
Do 30 września 2011 roku kupiono w 2,18 milionach egzemplarzy Deus Ex: Bunt ludzkości. W Europie sprzedano 1 milion 380 tysięcy sztuk, natomiast w Ameryce Północnej 800 tysięcy egzemplarzy.

## Fabuła
Akcja Deus Ex: Bunt ludzkości rozpoczyna się w 2027 roku w Detroit, 25 lat przed wydarzeniami z pierwszej części serii. Gracz wciela się w Adama Jensena, który pełni funkcję szefa ochrony w firmie Sarif Industries, prowadzącej badania nad biomechanicznymi ulepszeniami. Pewnego dnia do głównej siedziby laboratorium wdziera się oddział sił specjalnych i zabija większość pracowników, a Adam zostaje poważnie ranny, po czym zapada w śpiączkę. Mężczyzna zostaje uratowany dzięki wielu operacjom i biomechanicznym modyfikacjom ciała m.in. protezom oraz wszczepom. Po przebudzeniu się i półrocznej rehabilitacji główny bohater dostaje zadanie rozwikłania afery związanej z kontrowersyjnymi ulepszeniami ludzkiego ciała. Ponadto pragnie dopaść swoich oprawców i dokonać zemsty.

## Zawartość do pobrania
Do tej pory wydano trzy dodatki DLC:
- Explosive Mission Pack – dodatek, który dołączany jest do gry w edycji The Augmented Edition, oraz Edycji Kolekcjonerskiej. Zawiera: ekskluzywną misję Ratowanie Tonga, miotacz granatów LINEBACKER G-87 MSGL, ładunek wybuchowy ze zdalnym radiowym detonatorem M-28 UR-DED, oraz AUD czyli urządzenie, które przy użyciu mikrofali jest zdolne zneutralizować tradycyjne elektroniczne i cyfrowe zamki poprzez spalenie ich obwodów wiązką energii[1].
- Tactical Enhancement Pack – dodatek, który dołączany jest do gry w edycji The Augmented Edition, oraz Edycji Kolekcjonerskiej. Zawiera: Huntsman Silverback Double-Barrel Shotgun, czyli klasyczną dwulufową strzelbę sportową, Longsword Whisperhead Suppressed Extreme Range Sniper, czyli wojskowy karabin snajperski z wbudowanym tłumikiem oraz 10 000 kredytów.
- Brakujące ogniwo (ang. The Missing Link) – dodatek uzupełnia historię głównego bohatera z podstawowej wersji gry. Rozszerzenie wprowadza także nowych przeciwników i bohaterów niezależnych oraz kilka nowych lokacji[18]. Został wydany 18 listopada 2011[19].

## Odbiór
Redakcja magazynu PC Gamer UK w 2015 roku przyznała grze 32. miejsce na liście najlepszych gier na PC.

### Nagrody i nominacje
- Digital Trends: Best RPG – nominacja
- Digital Trends: Best Trailers of E3 2011
- G4TV: Best Action/Adventure Game – nominacja
- GameRant: Best RPG – nominacja
- Game-Revolution: Best of E3 2011 – wygrana[21]
- GameSpot: Top 10 Most Followed Games of E3 2011
- GameSpy: RPG Game of the Show – nominacja
- GamesRadar: Most Valuable Game – wygrana[22]
- IGN: Best Action Game – nominacja
- IGN: Best RPG – nominacja
- IGN: Most Anticipated Game Award – nominacja
- Kotaku: Big RPG Games of E3 2011

### GOTY (Game Of The Year)
- OXM Magazine: Best RPG of the Year
- Machinima (Inside Game Award): Best Art Direction
- Destructoid: Favorite New Character
- Kotaku: Best Game Music of 2011

## Ścieżka dźwiękowa
Lista utworów ze ścieżki dźwiękowej gry Deus Ex: Bunt ludzkości:
| Nr  | Tytuł utworu                     | Długość |
| --- | -------------------------------- | ------- |
| 1.  | „Icarus (Main Theme)”            | 3:41    |
| 2.  | „Opening Credits”                | 2:15    |
| 3.  | „Main Menu”                      | 1:50    |
| 4.  | „First and Last”                 | 3:14    |
| 5.  | „Detroit City Ambient (Part 1)”  | 2:03    |
| 6.  | „Detroit Marketplace”            | 3:45    |
| 7.  | „The Mole”                       | 2:24    |
| 8.  | „Barrett Boss Fight”             | 2:49    |
| 9.  | „Home”                           | 2:17    |
| 10. | „Jewel Of The Orient”            | 1:03    |
| 11. | „Lower Hengsha Ambient (Part 1)” | 2:21    |
| 12. | „Singapore Ambient (Part 2)”     | 2:24    |
| 13. | „After the Crash”                | 4:03    |
| 14. | „The Hive”                       | 3:56    |
| 15. | „Harvesters”                     | 2:57    |
| 16. | „Hung Hua Brothel (Extended)”    | 3:17    |
| 17. | „Everybody Lies”                 | 4:40    |
| 18. | „LIMB Clinic”                    | 1:44    |
| 19. | „Penthouse”                      | 1:36    |
| 20. | „Hengsha Daylight (Part 1)”      | 4:25    |
| 21. | „Entering TYM”                   | 1:54    |
| 22. | „Return To Hengsha”              | 2:43    |
| 23. | „And Away We Go”                 | 1:17    |
| 24. | „Namir (Trailer Edit)”           | 2:30    |
| 25. | „Endings”                        | 2:10    |
|     |                                  | 1:07:18 |